# Кубок Еміра Кувейту з футболу 2021
Кубок Еміра Кувейту з футболу 2021 — 59-й розіграш кубкового футбольного турніру у Кувейті. Титул володаря кубка здобув Аль-Кувейт.

## Календар
| Раунд               | Дата               | Матчі | Клуби  |
| ------------------- | ------------------ | ----- | ------ |
| Перший раунд        | 10-13 вересня 2021 | 7     | 15 → 8 |
| 1/4 фіналу          | 16-19 вересня 2021 | 4     | 8 → 4  |
| 1/2 фіналу          | 26-27 вересня 2021 | 2     | 4 → 2  |
| Матч за третє місце | 13 грудня 2021     | 1     |        |
| Фінал               | 21 грудня 2021     | 1     | 2 → 1  |

## Перший раунд
| Команда 1           | Рахунок      | Команда 2      |
| ------------------- | ------------ | -------------- |
| 10 вересня 2021     |              |                |
| Аль-Сулайбікхат (2) | 0:1          | Бурган         |
| Аль-Джахра (2)      | 0:0 пен. 3:2 | Аль-Шабаб      |
| 11 вересня 2021     |              |                |
| Хайтан (2)          | 2:1          | Аль-Фахахіль   |
| Аль-Кадісія         | 1:0 дч       | Ат-Тадамун     |
| 12 вересня 2021     |              |                |
| Аль-Кувейт          | 1:0          | Аль-Сахель (2) |
| 13 вересня 2021     |              |                |
| Аль-Ярмук           | 0:5          | Ан-Наср        |
| Ас-Сальмія          | 1:2 дч       | Казма          |

## 1/4 фіналу
| Команда 1       | Рахунок      | Команда 2   |
| --------------- | ------------ | ----------- |
| 16 вересня 2021 |              |             |
| Аль-Кувейт      | 2:0          | Хайтан (2)  |
| 17 вересня 2021 |              |             |
| Аль-Джахра (2)  | 0:5          | Аль-Арабі   |
| 18 вересня 2021 |              |             |
| Бурган          | 0:2          | Аль-Кадісія |
| 19 вересня 2021 |              |             |
| Ан-Наср         | 1:1 пен. 4:5 | Казма       |

## 1/2 фіналу
| Команда 1       | Рахунок | Команда 2   |
| --------------- | ------- | ----------- |
| 26 вересня 2021 |         |             |
| Аль-Кувейт      | 2:1     | Казма       |
| 27 вересня 2021 |         |             |
| Аль-Арабі       | 0:1     | Аль-Кадісія |

## Матч за третє місце
| 13 грудня 2021 17:40 (EEST) |

| Казма     | 1:1 пен. 4:5 | Аль-Арабі    |
| --------- | ------------ | ------------ |
| Ерсан 31' | Протокол     | Аль-Хаді 87' |

| «Тамір», Сальмія |

## Фінал
| 21 грудня 2021 17:45 (EEST) |

| Аль-Кувейт  | 1:0      | Аль-Кадісія |
| ----------- | -------- | ----------- |
| Мбокані 31' | Протокол |             |

| Джабер-ель-Ахмед, Ель-Кувейт |